# Edgar Gutiérrez
Edgar Armando Gutiérrez Girón es un analista político y de seguridad y asesor de estrategia guatemalteco. Fue Ministro de Relaciones Exteriores de Guatemala durante la administración de Alfonso Portillo.